# Lee Valley White Water Centre

Skizze des Slalomparks

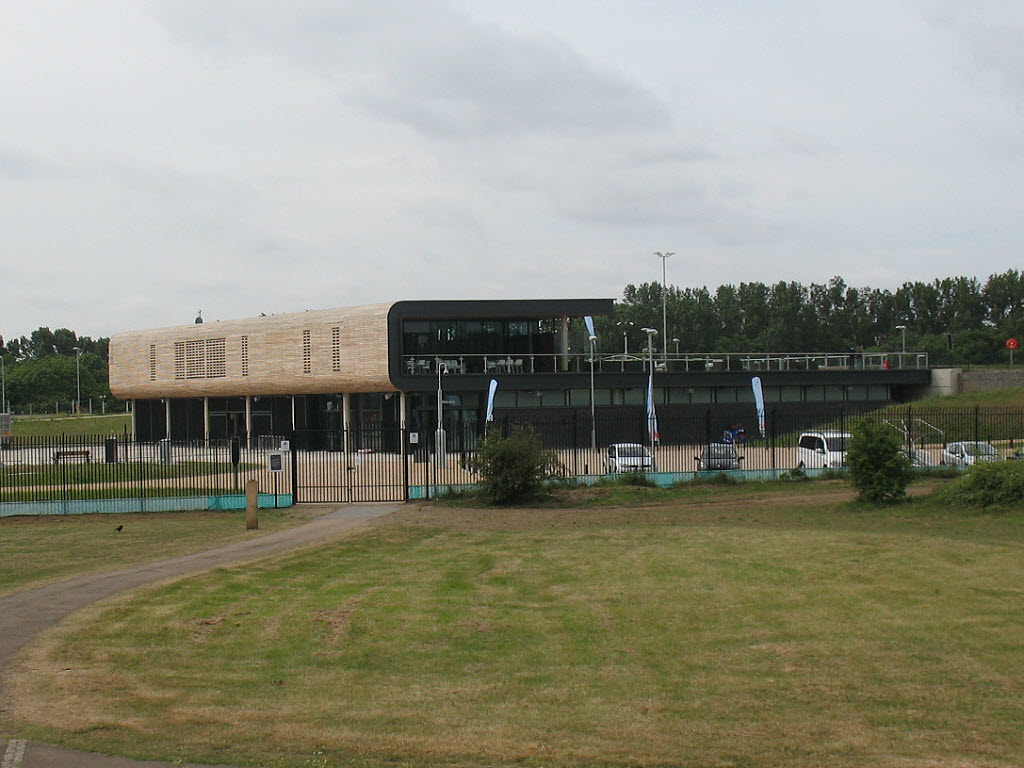
Hauptgebäude des Lee Valley White Water Centre

Das Lee Valley White Water Centre (zunächst Broxbourne White Water Canoe Centre genannt) ist ein Kanuslalom-Park nahe der Stadt Waltham Cross in der Grafschaft Hertfordshire, etwa 30 Kilometer nördlich von London. Er liegt im Lee Valley Park.
Bei den Olympischen Spielen 2012 wurden hier die Wettbewerbe im Kanuslalom ausgetragen. Dafür wurden temporäre Tribünen für 12.000 Zuschauer errichtet. Auch die Kanuslalom-Weltmeisterschaften 2015 und 2023 wurden hier ausgetragen. Gebaut wurde ein 300 m langer Wettkampfkurs mit durchschnittlich 1,8 % Gefälle. Außerdem gibt es einen 160 m langer Trainings- und Aufwärmkurs sowie einen künstlichen See für das Pumpensystem.
Die Wildwasseranlage wurde im Dezember 2010 fertiggestellt. Es war der erste neu gebaute und fertiggestellte Austragungsort der Olympischen Spiele 2012. Seit April 2011 steht die Anlage als Freizeitpark der Öffentlichkeit zur Verfügung und fungiert außerdem als Trainingszentrum für das britische Nationalteam.